# Kaspar I. Winzerer
Kaspar I. Winzerer war herzoglich bayerischer Rat und Pfleger zu Tölz.

## Leben
Er war nach 1453 von Herzog Albrecht III. von Bayern als Pfleger nach Tölz geschickt worden, um den Ort nach einem großen Brand wieder aufzubauen und den Bau des herzoglichen Schlosses zu beaufsichtigen.
Sein Sohn war Kaspar II. Winzerer († 1515), sein Enkel Kaspar III. Winzerer, beide Pfleger zu Tölz.